# Mike Williamson
Mike James Williamson (Stoke-on-Trent, 8 november 1983) is een Engels voetballer die bij voorkeur als centrale verdediger speelt. Hij verruilde in januari 2016 Newcastle United voor Wolverhampton Wanderers.

## Clubcarrière
Williamson begon zijn profcarrière bij Torquay United, waar hij doorstroomde vanuit de jeugdopleiding. In november 2001 vertrok hij naar Southampton. Die club verhuurde Williams terug aan Torquay United en in 2004 aan Doncaster Rovers. In juli 2004 tekende hij een contract bij Wycombe Wanderers; in vijf seizoenen speelde Williamson 144 competitiewedstrijden voor de club in de League Two. In januari 2009 tekende hij een drieënhalfjarig contract bij Watford. Na negen maanden verliet hij die club voor Portsmouth. Williamson kwam in Portsmouth niet aan spelen toe door de slechte financiële situatie waarin de club toen verkeerde. Hoe meer wedstrijden Williamson zou spelen voor Portsmouth, hoe groter het transferbedrag zou kunnen oplopen dat ze moesten betalen aan Watford voor zijn transfer. 
In januari 2010 tekende Williamson bij Newcastle United. Hij maakte zijn debuut op 27 januari 2010 op St. James' Park tegen Crystal Palace. Hij speelde de volledige wedstrijd en werd nadien uitgeroepen tot man van de wedstrijd. Bij afwezigheid van de blessuregevoelige Steven Taylor vormde hij een duo centraal achterin met de Argentijn Fabricio Coloccini. In januari 2013 kreeg hij met de Fransman Mapou Yanga-Mbiwa er een concurrent bij. Aan het begin van het seizoen 2014/15, op 30 augustus 2014, maakte Williamson in de thuiswedstrijd tegen Crystal Palace (3–3) zijn eerste doelpunt voor Newcastle. In het seizoen 2015/16 kreeg Williamson bij Newcastle geen speeltijd meer gedurende de eerste seizoenshelft; in januari 2016 vertrok hij derhalve naar Wolverhampton.

## Erelijst
| Kampioen Championship | 1x | 2009/10 |